# Станчо Бончев
Станчо Василев Бончев е бивш български футболист, вратар. Легенда на Локомотив (Пловдив), където изиграва общо 16 сезона. Записва рекордните за вратар 359 мача в А група. Заслужил майстор на спорта от 1978 г. и футболист №1 на Пловдив за 1965 г.

## Биография
Станчо Бончев е роден на 1 май 1942 г. в село Медовница, Видинско. Eдин от малкото български футболисти, които имат завършени две висши образования. Бончев завършва ВИХВП и ВИФ „Георги Димитров“(НСА).
Умира на 12 октомври 2013 г.

## Кариера
Играе за Бенковски (Видин) (1957 – 1960), Генерал Заимов (Сливен) (1960 – 1962), Локомотив (Пловдив) (1962 – 1967, 1969 – 1980) и ЦСКА София (1967 – 1969).
Шампион и Носител на Купата на България през 1969 г. с ЦСКА София. Сребърен медалист през 1972/73 и Бронзов през 1973/74 с Локомотив (Пловдив). Има рекордните за вратар 359 мача в А група (331 за Локомотив (Пловдив) и 28 за ЦСКА). В 129 от тях не допуска гол. На трето място във вечната ранглиста по изиграни мачове за Локомотив (Пловдив). Записва и 23 мача в турнира за Купата на УЕФА за пловдивчани като паметни остават срещите с Ювентус през 1965 и 1969 г.
Избран е за футболист №1 на Пловдив за 1965 г. „Заслужил майстор на спорта“ от 1978 г.
Има 7 мача за националния отбор в периода 1965 – 1968 г. като пази при победата над Италия през 1968 г. Бончев записва също 1 мач за младежкия национален отбор и 3 мача за юношеския национален отбор.
След приключване на състезателната си кариера изпълнява различни длъжности в любимия си Локомотив (Пловдив). На два пъти е старши треньор в периодите от 13 август 1988 до 3 юни 1989 и от 22 февруари 1997 до 31 май 1997. Помощник-треньор е в периода 1994 – 1997 г., треньор в ДЮШ 1978/79, методист в клуба 1981 – 1983 и директор на ДЮШ 1984/85. Вицепрезидент на Локомотив (Пловдив) 1983 – 1984. Работил е също в Тунис.

## Успехи
Локомотив Пловдив
- Вицешампион (1 път) – 1972/73
- Бронзов медалист (1 път) – 1973/74

ЦСКА София
- Шампион (1 път) – 1968/69
- Купа на България (1 път) – 1968/69

Индивидуални успехи
- Заслужил майстор на спорта – 1978
- Футболист №1 на Пловдив –  1965
- Вратарят с най-много мачове (359) в историята на А група